# Джочи-хан
Джочи-хан (умер в 1697 году) — узбекский хивинский хан из династии шибанидов, правивший в 1694—1697 годах.
Потомок Хаджи Мухаммад-хана, продолжал его политику укрепления ханской власти после смерти Эренг-хана, сына хивинского хана Ануша-хана. Правил всего три года и скончался в 1694 году, после чего к власти пришёл его брат Валихан.